# Šamisen

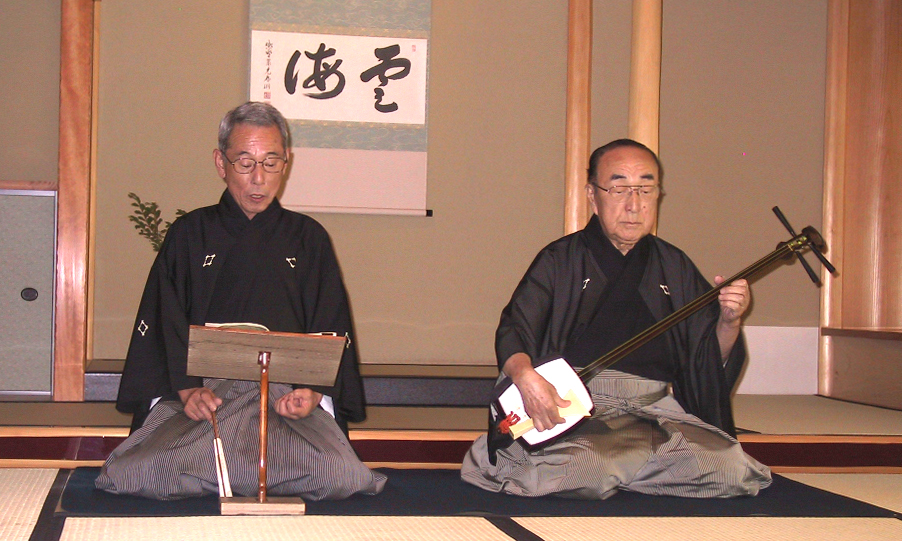
Hráč na šamisen a zpěvák

Šamisen (japonsky: 三味線) je japonský dlouhokrký drnkací nástroj se 3 strunami, rozeznívanými velkým trsátkem bači. Korpus je tradičně oboustranně potažen kočičí nebo psí kůží, novodobou alternativou je kůže klokaní, kozí nebo syntetická, která se netrhá po namočení.
Šamisen je často doprovázen japonskou flétnou šakuhači, kotem či zpěvem. Nejčastěji jej můžeme slyšet jako doprovodný nástroj k tradičnímu divadlu kabuki.

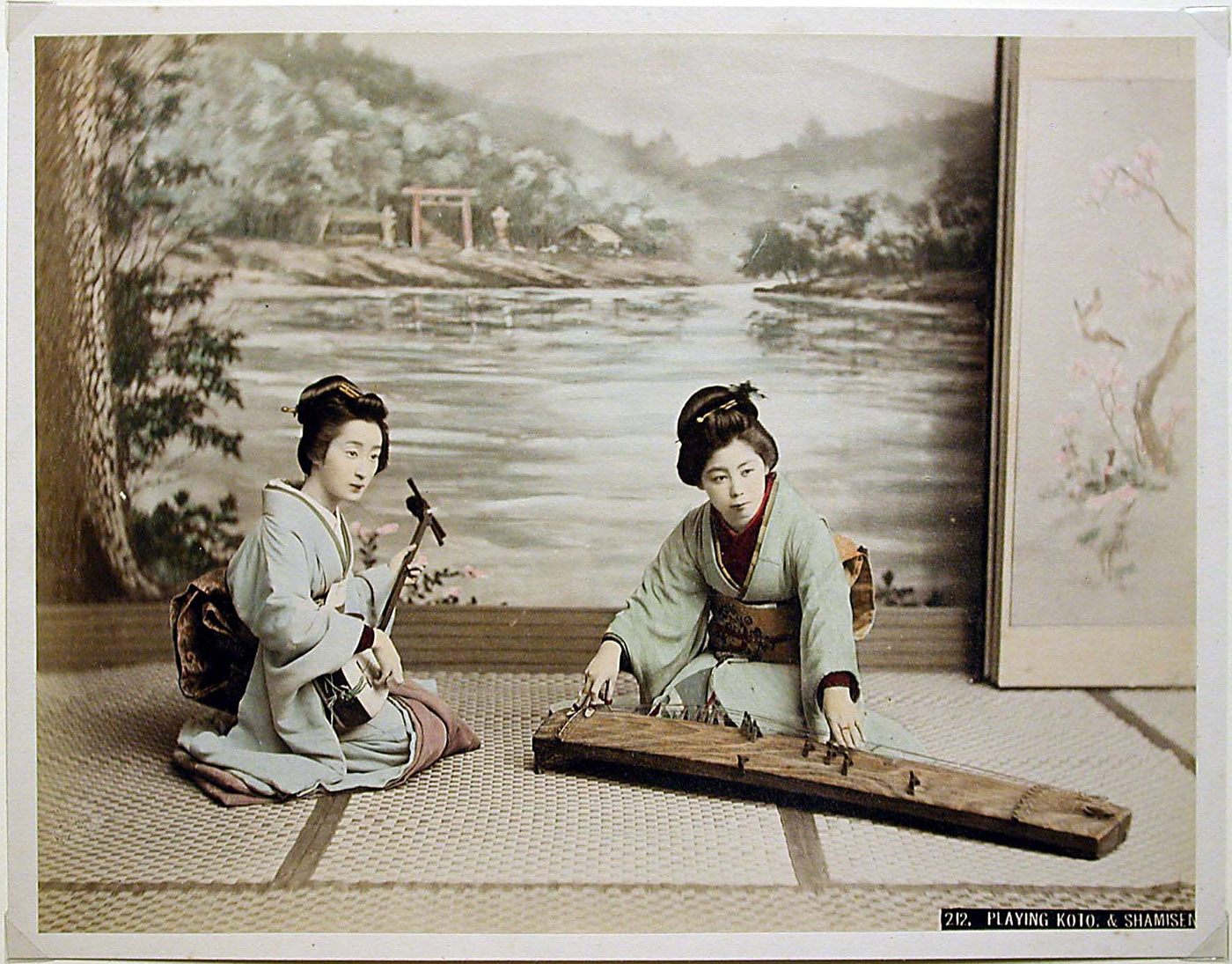
Kusakabe Kimbei: Hra na šamisen (vlevo) a na koto
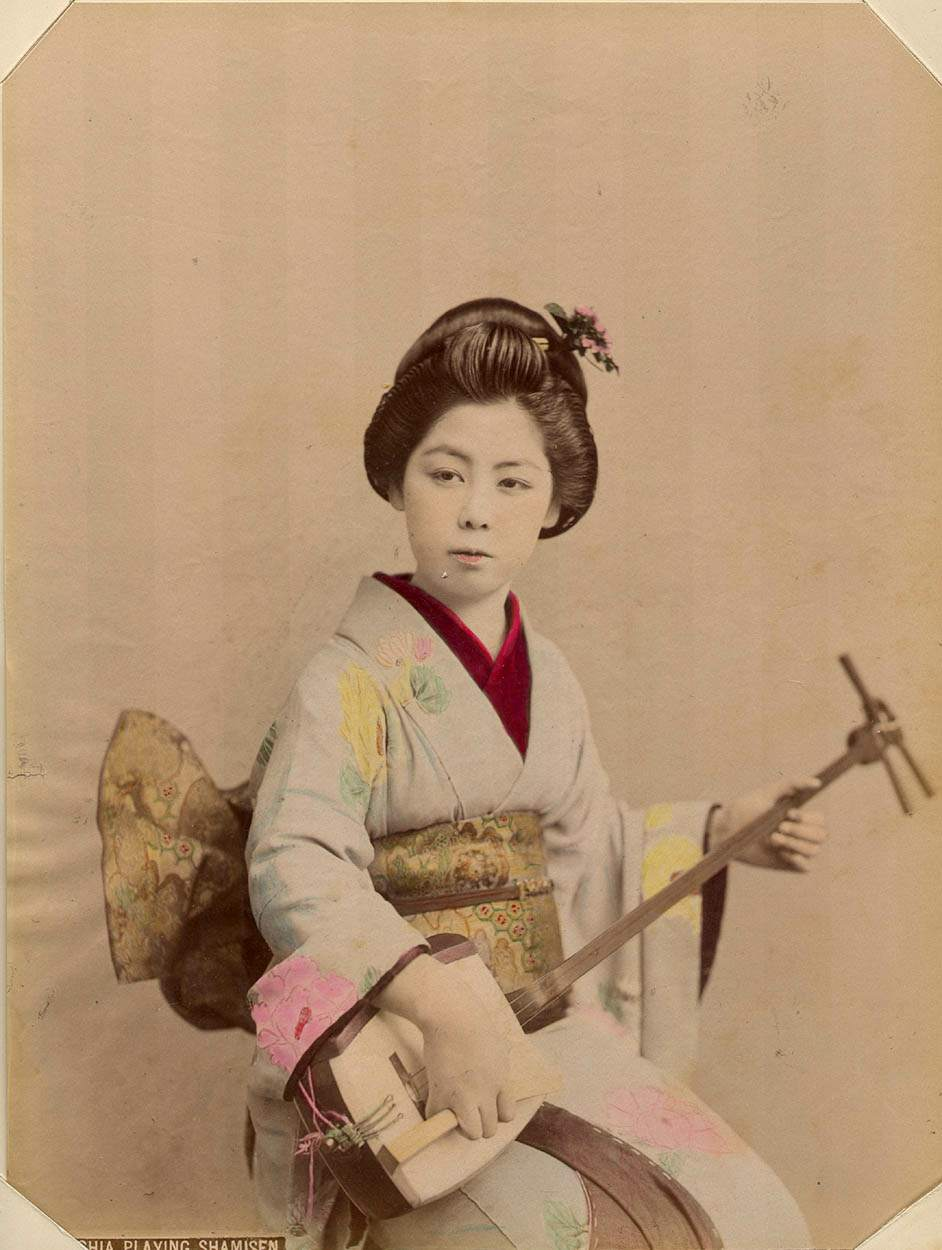